# Austrijsko primorje
Austrijsko Primorje (njem. Österreichisches Küstenland, tal. Litorale Austriaco, slo. Avstrijsko primorje) ili Küstenland (Litorale, Primorska), krunska zemlja (Kronland) unutar Austrijskog Carstva (kasnije Austro-Ugarske) od 1813. to 1918.
Austrijsko Primorje je uključivalo Slobodni carski grad Trst i njegova predgrađa, Markgrofoviju Istru i Kneževsku grofoviju Goricu i Gradišku, od kojih je svatko imao nezavisnu upravu, ali su svi bili podređeni carskom guverneru u Trstu, glavnom gradu Primorja. Trst je imao stratešku važnost kao austrougarska glavna morska luka, a obala Primorja je bila turističko odredište poznato kao Austrijska rivijera. Regija je bila višenacionalna uključujući Hrvate, Talijane, Slovence,  Nijemce, Furlane i Istriote. Godine 1910. Austrijsko primorje zauzimalo je površinu od 7969 km² na kojem je živjelo 894.287 stanovnika.
Područje slične površine pod nazivom Jadransko Primorje (Adriatisches Küstenland) bilo je glavna operativna zona njemačkih snaga tijekom 2. svjetskog rata nakon kapitulacije Italije u rujnu 1943. pa sve do kraja rata.

## Površina i stanovništvo
Površina:
- Gorica i Gradiška: 2918 km²
- Istra: 4956 km²
- Trst: 95 km²

Stanovništvo (popis iz 1910.):
- Gorica i Gradiška: 260.721 – 89,3 st/km²
- Istra: 403.566 – 81,4 st/km²
- Trst: 230.000 – 2414,8 st/km²

### Etničke skupine
Ukupno:
- Talijani: 356.676 (uključujući 60.000 – 75.000 Furlana) (40 %)
- Slovenci: 276.398 (31 %)
- Hrvati: 172.784 (19 %)
- Ostali: 88.424 (10 %)

Gorica i Gradiška:
- Slovenci 154.564 (58 %)
- Talijani 90.119 (36 %)
- Nijemci 4486 (2 %)

Istra:
- Hrvati: 168.184 (43,5 %)
- Talijani: 147.417 (38,1 %)
- Slovenci: 55.134 (14,3 %)
- Nijemci: 12.735 (3,3 %)

## Distrikti
Gorica i Gradiška:
- Grad Gorica (Stadt Görz)
- Gorica (Görz Land)
- Gradiška
- Monfalcone
- Sežana (Sesana)
- Tolmin (Tolmein, Tolmino)

Istra:
- Kopar (Capodistria)
- Krk (Veglia)
- Lošinj (Lussin)
- Poreč (Parenzo)
- Pazin (Mitterburg, Pisino)
- Pula (Pola)
- Volosko (Volosca)

## Više informacija
- Julijska marka
- Slovensko primorje
- Londonski sporazum
- Bitka na Soči